# Grama blava
La grama blava (en anglès:Blue Grama), Bouteloua gracilis, és una espècie de planta herbàcia perenne d'estació de creixement càlida amb un metabolisme C4. És nativa d'Amèrica del Nord i es troba principalment des d'Alberta a Manitoba i a través de les Rocky Mountains, Great Plains, i els estats del Midwest fins a Mèxic. La grama blava representa la majoria de la producció primària de la praderia d'herbes curtes (shortgrass prairie) de les Great Plains del centre i del sud. En aquest ambient és codominant amb l'herba del bisó.

## Descripció
La grama blava es troba en diversos hàbitats i posicions topogràfiques en sòls ben drenats.
A la seva maduresa arriba a fer 15–30 cm d'alt. Les arrels generalment arriben a una fondària de 0.,-1,8 m. Aquesta planta és de color de verd a grisenc.
La grama blava s'estableix fàcilment a partir de les seves llavors però depèn més de la reproducció vegetativa. Les llavors es dispersen pel vent, fins a uns 2 metres, i a més distància la dispersen els ocells, els insectes i els mamífers.

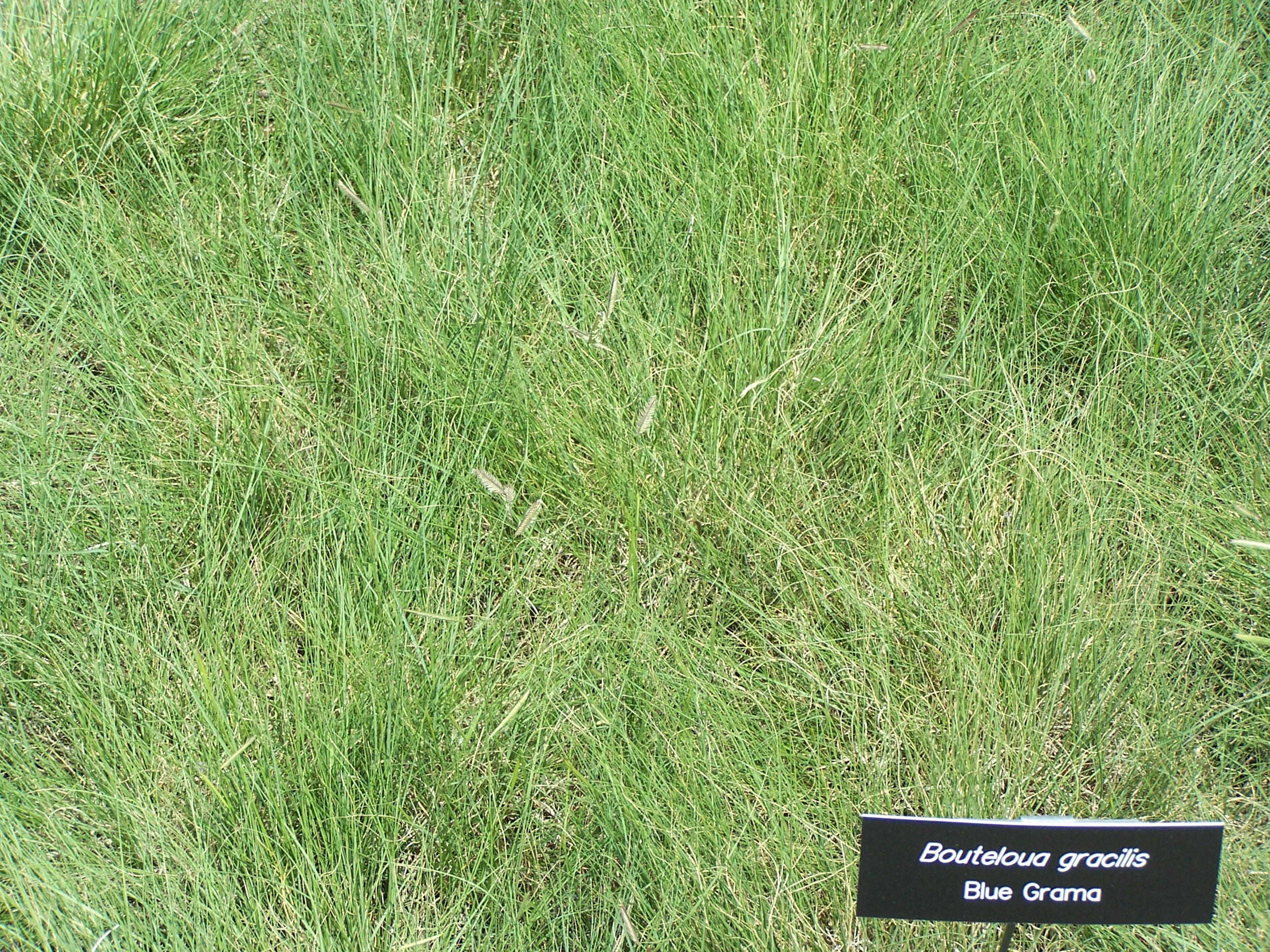
Grama blava a principi d'estiu

Les plantes ja establertes són tolerants, fins a cert punt, a la pastura. al fred i la secada. Aquesta espècie fa servir una estratègia oportunista per a l'ús de l'aigua, la fa servir ràpidament quan l'aigua està disponible i passa a la dormància en condicions menys favorables. En termes de successió ecològica la gram blava és el clímax de la vegetació. El seu recuperament després d'una pertorbació és lent. .

## Ús
La grama blava és una planta farratgera valuosa. També es fa servir en jardineria i en control de l'erosió en les autopistes. Les seves panícules seques també es fan servir en arrnjaments florals de flors seques.
És l'herba oficial dels estats de Colorado i Nou Mèxic, i és una espècie amenaçada a l'estat d'Illinois.

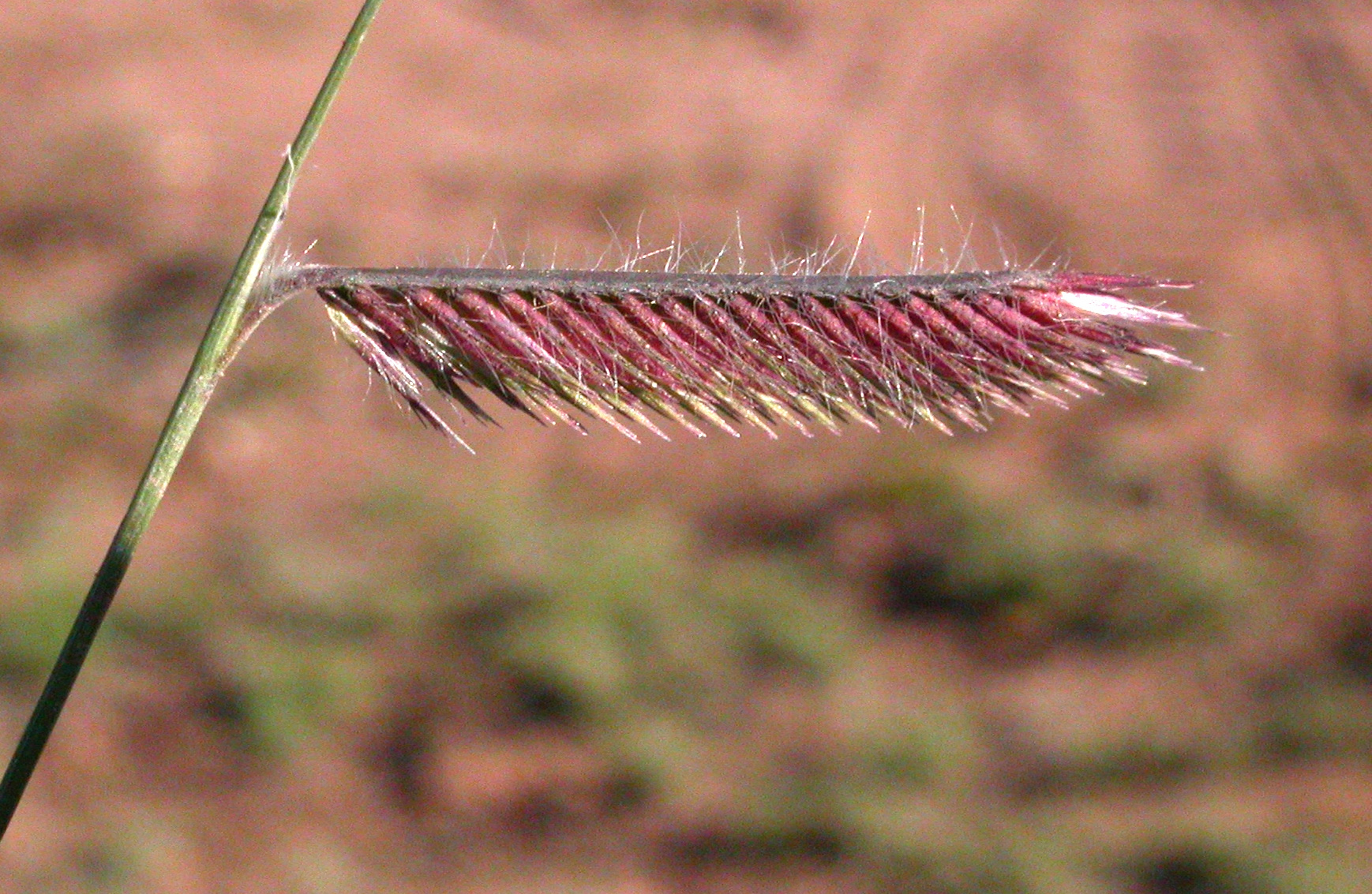
Inflorescència d'un costat